# Nomenclatura de anticuerpos monoclonales
| Prefijo         | "Substem" objetivo | "Substem" objetivo | "Substem" objetivo       | Fuente de substem | Fuente de substem            | Stem      |
|                 | viejo              | nuevo              | significado              |                   | significado                  |           |
| --------------- | ------------------ | ------------------ | ------------------------ | ----------------- | ---------------------------- | --------- |
| variable        | -anibi-            | —                  | angiogénesis (inhibidor) | -a-               | rata                         | -mab -pab |
| variable        | -ba(c)-            | -b(a)-             | bacteria                 | -e-               | hámster                      | -mab -pab |
| variable        | -ci(r)-            | -c(i)-             | sistema circulatorio     | -i-               | primate                      | -mab -pab |
| variable        | -fung-             | -f(u)-             | hongos                   | -o-               | ratón                        | -mab -pab |
| variable        | -gr(o)-            | -gr(o)-            | factor de crecimiento    | -u-               | humano                       | -mab -pab |
| variable        | -ki(n)-            | -k(i)-             | interleucina             | -xi-              | quimérico (humano/extraño)   | -mab -pab |
| variable        | -les-              | —                  | lesiones inflamatorias   | -zu-              | humanizado                   | -mab -pab |
| variable        | -li(m)-            | -l(i)-             | sistema inmune           | -vet-             | veterinario                  | -mab -pab |
| variable        | -mul-              | —                  | sistema musculoesqueleto | -xizu-*           | quimérico/híbrido humanizado | -mab -pab |
| variable        | -ne(u)(r)-         | -n(e)-*            | sistema nervioso         | -axo-             | rata/híbrido de ratón        | -mab -pab |
| variable        | -os-               | -s(o)-             | hueso                    | -axo-             | rata/híbrido de ratón        | -mab -pab |
| variable        | -toxa-             | -tox(a)-           | toxina                   |                   |                              |           |
| variable        | -co(l)-            | -t(u)-             | tumor del colon          |                   |                              |           |
| variable        | -go(t)-            | -t(u)-             | tumor testicular         |                   |                              |           |
| variable        | -go(v)-            | -t(u)-             | tumor del ovario         |                   |                              |           |
| variable        | -ma(r)-            | -t(u)-             | tumor de mama            |                   |                              |           |
| variable        | -me(l)-            | -t(u)-             | melanoma                 |                   |                              |           |
| variable        | -pr(o)-            | -t(u)-             | tumor de la próstata     |                   |                              |           |
| variable        | -tu(m)-            | -t(u)-             | tumor misceláneo         |                   |                              |           |
| variable        | -vi(r)-            | -v(i)-             | virus                    |                   |                              |           |
| *bajo discusión |                    |                    |                          |                   |                              |           |

La nomenclatura de los anticuerpos monoclonales es un esquema de nombres para la asignación de nombres genéricos, o no propietarios, a los anticuerpos monoclonales. Un anticuerpo es una proteína que se produce en las células B y se utiliza por el sistema inmune de los seres humanos y otros animales vertebrados, para identificar un objeto extraño específico, como una bacteria o virus. Los anticuerpos monoclonales son los que se produjeron en células idénticas, a menudo artificialmente, y así comparten el mismo objeto de destino. Tienen una amplia gama de aplicaciones, incluyendo usos médicos.
Este esquema de nomenclatura es usado para ambas, la Organización Mundial de la Salud y las Denominaciones Comunes Internacionales (DCI). y las Denominaciones Adoptadas de Estados Unidos (USAN) para los productos farmacéuticos. En general, las palabras madre se utilizan para identificar las clases de drogas, en la mayoría de los casos colocadas al final de palabra. Todos los nombres de anticuerpos monoclonales terminan con -mab. A diferencia de la mayoría de los otros productos farmacéuticos, la nomenclatura de los anticuerpos monoclonales utiliza diferentes partes de las palabras anteriores (morfemas) dependiendo de la estructura y función. Estos se llaman oficialmente "substems" y, a veces erróneamente infijos, incluso por el propio Consejo USAN

## Componentes

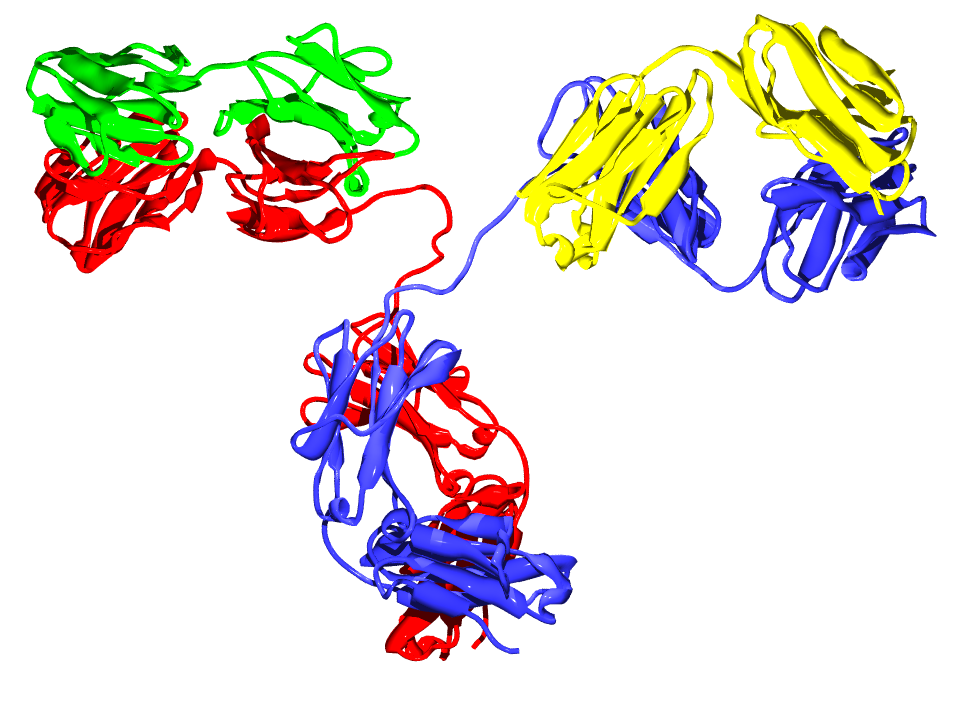
Estructura (diagrama de moño) de un anticuerpo. Los cuatro dominios variables son los racimos más exteriores que muestran la parte superior izquierda y superior derecha.

### "Stem"
La parte -mab es usada para anticuerpos monoclonales así como para sus fragmentos, siempre y cuando que al menos un dominio variable (el dominio que contiene la estructura objetivo de unión) se incluya.
Este es el caso de los fragmentos de unión a un antígeno y fragmentos variables de una sola cadena, entre otras proteínas artificiales. Otras partes de anticuerpos (tales como regiones Fc) y miméticos de anticuerpos utilizan diferentes esquemas de nombramiento.
En el nuevo esquema de nomenclatura publicado en noviembre de 2021 por la Organización Mundial de la Salud (INN Working Doc. 21.531) la DCI (Denominación Común Internacional) divide las sustancias que contienen un dominio variable de inmunoglobulina en cuatro grupos: tres grupos para las inmunoglobulinas monoespecíficas y uno para las inmunoglobulinas bi- y multiespecíficas (independientemente de su tipo y forma).
| Grupo | Sufijo | Uso                                                         |
| ----- | ------ | ----------------------------------------------------------- |
| 1     | -tug   | inmunoglobulinas sin modificar (unmodified immunoglobulins) |
| 2     | -bart  | Anticuerpos artificiales (antibody artificial)              |
| 3     | -mig   | Multiinmunoglobulinas (multi-immunoglobulin)                |
| 4     | -ment  | fragmentos (fragment)                                       |

### "Substem" para el origen/fuente

Fuente de substems: dibujos de anticuerpos monoclonales de un ratón (arriba a la izquierda), quimérico (arriba a la derecha), humanizado (abajo a la izquierda), quimérico/humanizado (abajo en medio), y humano (abajo de la derecha). Las partes humanas se muestran en café, las no-humanas en azul. Los dominios variables son las cajas en la parte de arriba de cada anticuerpo; las CDRs junto con estos dominios están representados como bucles triples.

El "substem" anterior de la "stem" indica el animal del que se obtiene el anticuerpo. Los primeros anticuerpos monoclonales se produjeron en ratones (substem -o-, produciendo el final -omab, por lo general Mus musculus, el ratón doméstico) u otros organismos no humanos. Ni INN ni USAN han solicitado para anticuerpos de ratas (teóricamente -a-), hámsteres (-e-) y primates (-i-).
Estos anticuerpos no humanos son reconocidos como extraños por el sistema inmune humano y se pueden borrar rápidamente del cuerpo, provocar una reacción alérgica, o ambos. Para evitar esto, las partes del anticuerpo se pueden sustituir por secuencias humanas de aminoácidos, o se pueden diseñar anticuerpos humanos puros. Si la región constante se reemplaza con la forma humana, el anticuerpo se denomina quimérico y la substem utilizada es -xi-. Parte de las regiones variables también puede estar sustituidas, en cuyo caso se llama humanizadas y se utiliza -zu-; típicamente, todo se sustituye excepto las regiones determinantes de la complementariedad (CDR), los tres bucles de secuencias de aminoácidos en el exterior de cada región variable que se une a la estructura objetivo. Parcialmente los anticuerpos quiméricos humanizados y en parte utilizan -xizu-. Estos tres substems no indican las especies foráneas utilizadas para la producción. Por lo tanto, el anticuerpo quimérico humano/de ratón basiliximab termina en -ximab al igual que el anticuerpo humano/de macaco gomiliximab. Los anticuerpos humanos puros utilizan -u-.
Los anticuerpos híbridos de rata/ratón pueden ser diseñados con sitios de unión para dos antígenos diferentes. Estos medicamentos, llamados anticuerpos trifuncionales, tienen la substem -axo-.

### Substem para el objetivo
El substem anterior a la fuente del anticuerpo se refiere al objetivo de la medicina. Los ejemplos de objetivos son tumores, órganos y sistemas, como el sistema circulatorio, o agentes infecciosos como las bacterias o los virus. El objetivo a largo plazo no implica qué tipo de acción ejerce el anticuerpo. Los agentes terapéuticos, profilácticos y de diagnóstico no se distinguen por esta nomenclatura.
En el esquema de nomenclatura que se desarrolló originalmente, estos substems, principalmente, de una consonante, vocal, y después, otra consonante. La última letra se puede eliminar si el nombre resultante sería difícil de pronunciar. Los ejemplos incluyen -ci(r)- para el sistema circulatorio, -li(m)- para el sistema inmune (lim es para linfocitos) y -ne(r)- para el sistema nervioso. La última letra se omite por lo general si el siguiente substem comienza con una consonante (como -zu- o -xi-), pero no todos los substems objetivo se utilizan en su forma abreviada. -mul-, por ejemplo, nunca se reduce a -mu- porque no hay anticuerpos quiméricos o humanizados dirigidos al sistema músculo-esquelético que nunca recibieron una DCI. La combinación del objetivo y fuente de substems resulta en las terminaciones como -limumab (sistema inmunológico, humano) o -ciximab (sistema circulatorio, quimérico, consonante r quitada)
Nuevos y más cortos substems objetivo se adoptaron en 2009. En su mayoría consisten en una consonante, además de una vocal que se omite si el substem fuente comienza con una vocal. Por ejemplo, los anticuerpos humanos dirigidos al sistema inmunológico reciben nombres que terminan en -lumab en lugar de la antigua -limumab. Algunas terminaciones como -ciximab permanecen sin cambios. El sistema antiguo empleó siete substems diferentes para tumores objetivo, dependiendo del tipo de tumor. Debido a que muchos anticuerpos son investigados por varios tipos de tumores, la nueva convención sólo es -t(u)-.
En el nuevo esquema de nomenclatura publicado por la Organización Mundial de la Salud en noviembre de 2021 se asignan los "infijos" según el modo de acción propuesto según la siguiente tabla:
| "Infijo" | Definición                                                                                            |
| -------- | --- |
| -ami-    | proteína amiloide del suero/amiloidosis (presubstem)                                                  |
| -ba-     | bacteriano                                                                                            |
| -ci-     | cardiovascular                                                                                        |
| -de-     | vía metabólica o endocrina                                                                            |
| -eni-    | inhibición enzimática                                                                                 |
| -fung-   | fúngico                                                                                               |
| -gro-    | factores de crecimiento y sus receptores relacionados con la masa de músculo esquelético (presubstem) |
| -ki-     | citocinas y sus receptores                                                                            |
| -ler-    | alérgenos                                                                                             |
| -sto-    | inmunoestimulación                                                                                    |
| -pru-    | inmunosupresor                                                                                        |
| -ne-     | neural                                                                                                |
| -os-     | óseo                                                                                                  |
| -ta-     | tumor                                                                                                 |
| -toxa-   | toxina                                                                                                |
| -vet-    | uso veterinario (substem)                                                                             |
| -vi-     | vírico                                                                                                |

### Prefijo
El prefijo no lleva ningún significado especial. Debe ser único para cada medicamento y contribuir a un nombre que suena bien. Esto significa que los anticuerpos con los mismos orígenes y substems objetivo, solamente se distinguen por su prefijo. Incluso los anticuerpos dirigidos exactamente a la misma estructura se forman con un prefijo diferente, como son el adalimumab y el golimumab, ambos son inhibidores de TNF pero difieren en su estructura química.

### Palabras adicionales
Una segunda palabra a continuación del nombre del anticuerpo indica que otra sustancia se une, y se realiza por varias razones.
- Un anticuerpo puede ser PEGilado (que se adjunta a las moléculas de polietilenglicol) para frenar su degradación por las enzimas y para disminuir su inmunogenicidad;[17] esto se muestra por la palabra pegol como en alacizumab pegol.[18]
- Un agente citotóxico puede estar vinculado a un anticuerpo anti-tumor para los propósitos de las drogas objetivo. La palabra vedotin, por ejemplo, significa monometil auristatina E que es tóxico por sí mismo, pero afecta predominantemente a las células del cáncer si se utiliza en conjugados como glembatumumab vedotin.[19]
- Un quelante para la unión de un radioisótopo se puede adjuntar. Pendetida, un derivado del ácido pentético, se utiliza por ejemplo en pendetida capromab para quelar indio-111.[20] Si el fármaco contiene un radioisótopo, el nombre del isótopo precede al nombre del anticuerpo.[2] Consecuentement, indio(111In) pendetida capromab es el nombre del ejemplo de arriba incluyendo indio-111.[20]

## Historia

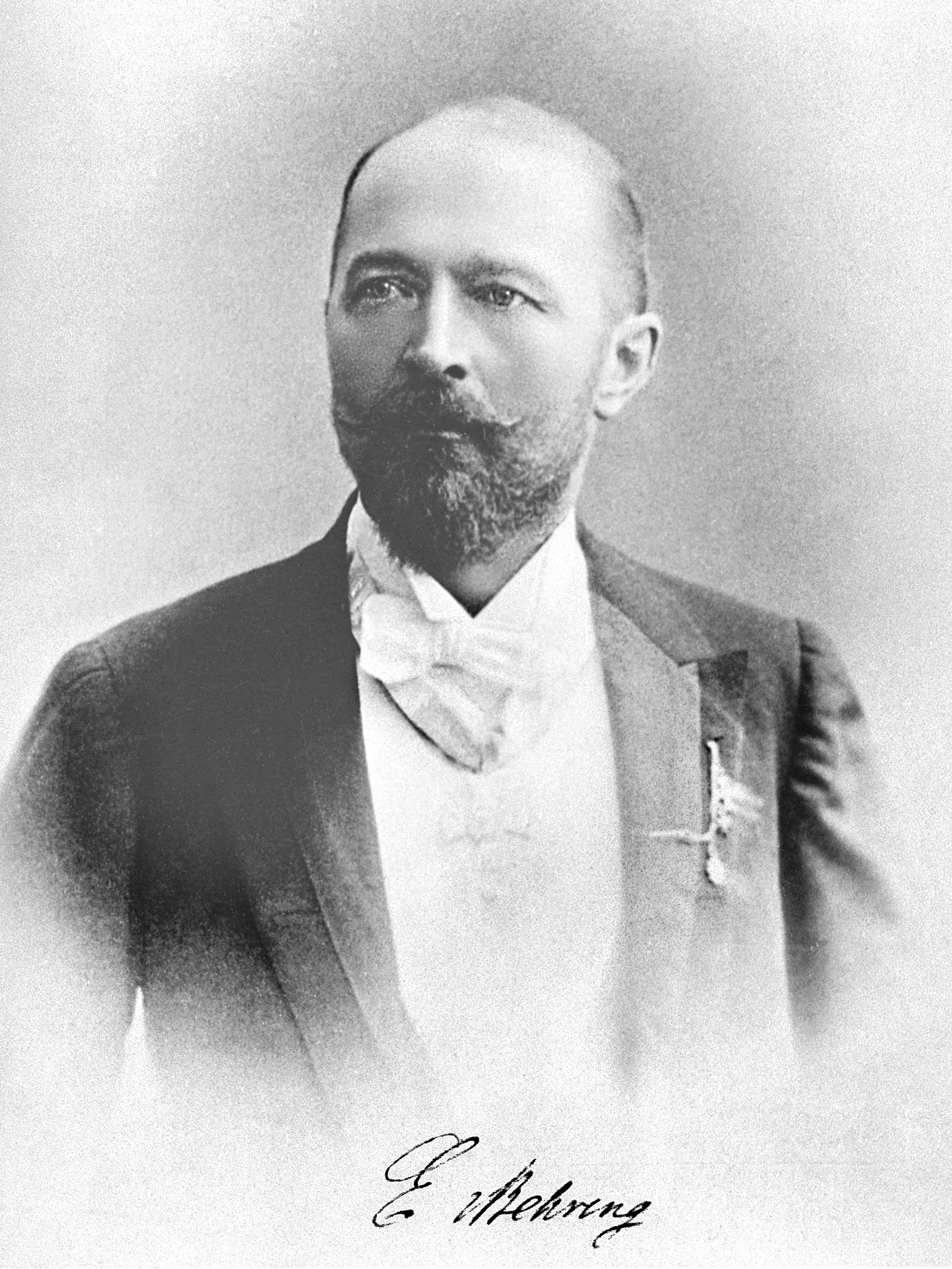
Emil von Behring, uno de los descubridores de anticuerpos.

Emil von Behring y Kitasato Shibasaburō descubrieron en 1890 que la difteria y las toxinas del tétanos fueron neutralizadas en el torrente sanguíneo de los animales por las sustancias que se llamaban antitoxinas, que eran específicas para la toxina en cuestión. Behring recibió el primer Premio Nobel de Fisiología o Medicina por su descubrimiento en 1901. Un año después del descubrimiento, Paul Ehrlich utiliza los anticuerpos (en alemán Antikörper) para estas antitoxinas.
El principio de la producción de anticuerpos monoclonales, llamada tecnología de hibridomas, se publicó en 1975 por Georges Köhler y César Milstein, que fueron galardonados con el premio Nobel de Medicina en 1984 por su descubrimiento, junto con Niels Kai Jerne. Muromonab-CD3 fue el primer anticuerpo monoclonal para ser aprobado para uso clínico en seres humanos, en 1986.
La Organización Mundial de la Salud (OMS) introdujo el sistema de Denominaciones Internacionales Comunes en 1950, con la primera lista del INN publicada tres años después. Se propuso el mab para anticuerpos monoclonales en torno a 1990, y se desarrolló el sistema actual con origen y destino substems entre 1991 y 1993. Debido a la colaboración entre la OMS y el Consejo de Denominaciones Adoptadas de Estados Unidos, anticuerpos USAN tienen la misma estructura y son en gran parte idénticos a las DCI. Hasta el año 2009, más de 170 anticuerpos monoclonales recibieron nombres siguiendo esta nomenclatura.
En octubre del 2008, la OMS convocó a un grupo de trabajo para revisar la nomenclatura de los anticuerpos monoclonales, para conocer los desafíos discutidos en abril de ese mismo año. Esto llevó a la adopción de nuevos susbtems objetivo en noviembre de 2009. En la primavera 2010, fueron adoptados los primeros nuevos nombres de los anticuerpos .

## Ejemplos

### Nueva convención
- Olaratumab es un antineoplásico. Su nombre se compone de los componentes olara-t-u-mab. Esto demuestra que el fármaco es un anticuerpo monoclonal humano que actúa contra los tumores.[28]
- El nombre de benralizumab, un fármaco diseñado para el tratamiento de asma, tiene los componentes benra-li-zu-mab, marcándolo como un anticuerpo humanizado que actúa sobre el sistema inmunológico.[29]

### Convención pasada
- Adalimumab es un fármaco que se dirige a TNF alfa. Su nombre puede ser dividido en ada-lim-u-mab. Por lo tanto, el fármaco es un anticuerpo monoclonal humano dirigido al sistema inmune. Si adalimumab hubiera sido nombrado después del 2009, habría sido adalumab.[15]
- Abciximab es un medicamento utilizado comúnmente para prevenir que las plaquetas se agrupen. Desglosado en ab-ci-xi-mab, su nombre muestra que el fármaco era un anticuerpo monoclonal quimérico utilizado en el sistema cardiovascular. Este y los siguientes dos nombres serían los mismos si se aplicara la nueva convención.[30]
- El nombre del medicamento de cáncer de mama, trastuzumab puede ser analizado como tras-tu-zu-mab. Por lo tanto, el fármaco es un anticuerpo monoclonal humanizado utilizado contra un tumor.[31]
- Alacizumab pegol es un anticuerpo PEGilado humanizado que se dirige al sistema circulatorio.[18]
- Tenecio (99mTc) pintumomab[32] y tenecio (99mTc) nofetumomab merpentan son anticuerpos radio-etiquetados, merpentan siendo un quelante que une el anticuerpo nofetumomab al radioisótopo de tenecio-99m.[33]
- Rozrolimupab[34] es un anticuerpo policlonal. Desglosado en rozro-lim-u-pab, su nombre muestra fármaco que es un anticuerpo policlonal humano que actúa sobre el sistema inmunológico. El sufijo -pab muestra que es un anticuerpo policlonal.

### Desviaciones
- El anticuerpo monoclonal muromonab-CD3, aprobado para uso clínico en 1986, fue nombrado antes de que estos convenios entraran en vigor, y por lo tanto su nombre no los sigue. En cambio, es una contracción del "anticuerpo monoclonal murino dirigido a CD3".[26]